# John Jansson
Carl Johan Erik Jansson (ur. 18 lipca 1892 w Sztokholmie, zm. 10 października 1943 w Bromma) – szwedzki skoczek do wody. Trzykrotny medalista olimpijski.
Brał udział w trzech igrzyskach olimpijskich (IO 12, IO 20, IO 24). Na każdych zdobywał medale w skokach standardowych (prostych) z wieży. W 1912 i 1920 zajmował trzecie miejsce, w 1924 był drugi.